# Гійом Б'янкі
Гійом Б'янкі (30 липня 1997 , Рим ) — італійський фехтувальник на рапірах, срібний призер Олімпійських ігор 2024 року, чемпіон світу та Європи.

## Виступи на Олімпіадах
| Олімпіада  | Дисципліна           | Місце |
| ---------- | -------------------- | ----- |
| Париж 2024 | індивідуальна рапіра | 7     |
| Париж 2024 | командна рапіра      | 2     |